# Eudora Welty House
L'Eudora Welty House est une maison américaine située à Jackson, dans le comté de Hinds, au Mississippi. Résidence d'Eudora Welty pendant près de 80 ans, elle est inscrite au Registre national des lieux historiques depuis le 21 novembre 2002 et est classée National Historic Landmark depuis le 18 août 2004,.